# Tratado de Methuen
O Tratado de Methuen, também referido como Tratado dos Panos e Vinhos, foi um tratado assinado entre a Inglaterra e Portugal, em 27 de Dezembro de 1703. Foram seus negociadores o embaixador extraordinário britânico John Methuen, por parte da Rainha Ana da Grã-Bretanha, e D. Manuel Teles da Silva, marquês de Alegrete.
Após a assinatura do Tratado de Lisboa em maio de 1703 segundo o qual Portugal se aliou militarmente à Grande Aliança formada pela Grã-Bretanha, as Províncias Unidas e o Sacro Império Romano-Germânico para enfrentar a Espanha e a França na Guerra de Sucessão Espanhola, países estenderam seus acordos ao campo comercial. À frente das negociações deste tratado estiveram os embaixadores ingleses John Methuen e D. Manuel Teles da Silva, marquês de Alegrete, do lado português.
Do lado negativo, Portugal não desenvolveria as suas infraestruturas industriais (e portanto poderia dizer que perdeu a corrida industrial). Do lado positivo, Portugal manteve uma posição política forte em um cenário que se revelou fundamental na preservação da integridade territorial de sua colônia mais importante, o Brasil, como argumentou o economista brasileiro Celso Furtado, em sua obra Formação econômica do Brasil.

## Antecedentes

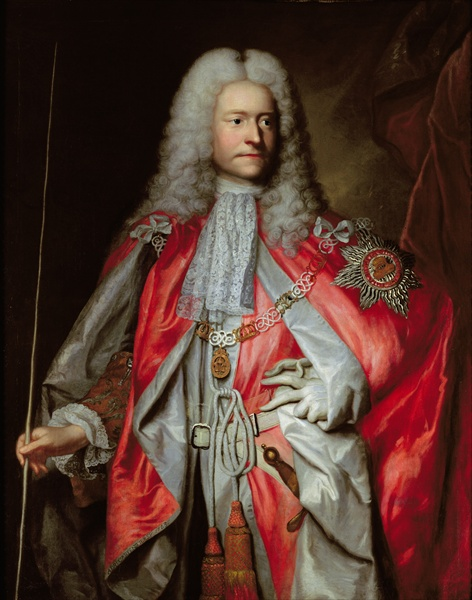
Sir Paul Methuen (1672-1757)

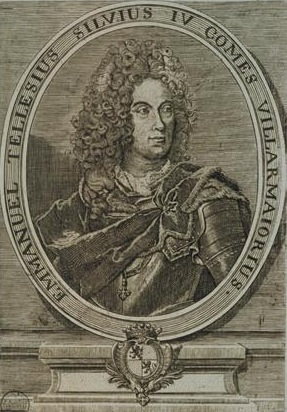
Manuel Teles da Silva, 3º Marquês de Alegrete, 4º Conde de Vila Maior (1682-1736)

No início da Guerra de Sucessão Espanhola, Portugal aliou-se à França. Como parte desse tratado, os franceses garantiram a proteção naval portuguesa. Em 1702, a marinha inglesa navegou perto de Lisboa no caminho de e para Cádis, provando aos portugueses que os franceses não podiam cumprir a sua promessa. Eles logo iniciaram negociações com a Grande Aliança sobre a troca de lados.
Na verdade, houve dois Tratados de Methuen. Ambos foram negociados para a Inglaterra em Lisboa por John Methuen (c. 1650-1706), que serviu como membro do Parlamento, Lord Chanceller da Irlanda, enviado e embaixador extraordinário em Portugal. A primeira, assinada em maio, foi uma aliança militar que consolidou alianças na Guerra de Sucessão Espanhola e foi um tratado de 4 partes negociado por Karl Ernst, Graf von Waldstein para o imperador Francisco van Schonenberg (também conhecido como Jacob Abraham Belmonte, cq. Francesco Belmonte) para as Províncias Unidas, e o Rei Pedro II para Portugal, com o filho de Methuen, Sir Paul Methuen (1672-1757), ajudando-o. O segundo, o tratado comercial mais conhecido, foi um tratado bipartidário assinado em 27 de dezembro pela Inglaterra por Methuen e por Portugal por Manuel Teles da Silva, 3º Marquês de Alegrete (1682-1736).
Os primeiros anos da Guerra da Sucessão Espanhola, na Flandres, foram bastante infrutíferos. O Partido Conservador na Inglaterra estava preocupado com o custo da guerra e achava que a guerra naval era uma opção muito mais barata, com maior potencial de sucesso. Portugal ofereceu a vantagem de portos de águas profundas perto do Mediterrâneo, que poderiam ser usados para combater a base naval francesa em Toulon.

## O tratado

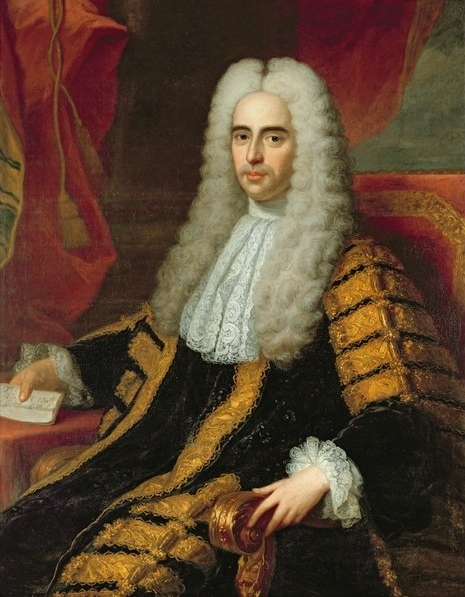
Retrato de John Methuen (1650-1706), de Adrien Carpentiers

Havia três elementos principais nos tratados de Methuen. O primeiro foi o estabelecimento dos objetivos de guerra da Grande Aliança. Em segundo lugar, o acordo significava que a Espanha se tornaria um novo teatro de guerra. Finalmente, regulamentou o estabelecimento de relações comerciais, especialmente entre a Inglaterra e Portugal.
Até 1703, a Grande Aliança nunca havia estabelecido objetivos de guerra formais. Os Tratados de Methuen mudaram isso ao confirmar que a aliança tentaria garantir todo o Império Espanhol para Carlos da Áustria, o pretendente dos Habsburgos aos tronos espanhóis.
O primeiro tratado também estabeleceu o número de soldados que os vários países forneceriam para lutar na campanha na Espanha. Os portugueses também insistiram que o arquiduque Carlos viria a Portugal para liderar as forças a fim de assegurar o compromisso total dos aliados na guerra na Espanha.
O segundo tratado, assinado em 27 de dezembro de 1703 (popularmente conhecido como "Tratado do Vinho do Porto") ajudou a estabelecer relações comerciais entre a Inglaterra e Portugal. Os seus termos permitiam que o tecido de lã inglês fosse admitido em Portugal com isenção de direitos; em troca, os vinhos portugueses importados para a Inglaterra estariam sujeitos a um terço a menos do que os vinhos importados da França. Isso foi particularmente importante para ajudar o desenvolvimento da indústria portuária. Como a Inglaterra estava em guerra com a França, tornou-se cada vez mais difícil adquirir vinho e, assim, o porto começou a se tornar um substituto popular.
Cypher e Dietz, no livro ″O Processo de Desenvolvimento Económico″, afirmam que: “Portugal especializou-se numa mercadoria que não tinha o mesmo potencial de crescimento que o tecido para a Inglaterra. A economia portuguesa sofreu em consequência, tal como a estrutura produtiva e as instituições. De fato, depois que o comércio foi rapidamente expandido após o Tratado de Methuen em 1703, Portugal ficou com um déficit considerável, já que suas exportações para a Inglaterra ficaram aquém das importações da Inglaterra. O boom do comércio luso-inglês coincidiu fortuitamente com uma corrida do ouro no Brasil, a colônia de Portugal, permitindo aos portugueses cobrir seu déficit por um tempo com um fluxo colonial de ouro, mas os benefícios da especialização e do comércio no longo prazo eram ilusórios."

## Texto do segundo tratado
Pelos seus termos, os portugueses se comprometiam a consumir os têxteis (que seria os tecidos) britânicos e, em contrapartida, os britânicos, os vinhos de Portugal. Com apenas três artigos é o texto mais reduzido da história diplomática europeia:
"I. Sua Majestade ElRey de Portugal promete tanto em Seu proprio Nome, como no de Seus Sucessores, de admitir para sempre daqui em diante no Reyno de Portugal os Panos de lãa, e mais fábricas de lanificio de Inglaterra, como era costume até o tempo que forão proibidos pelas Leys, não obstante qualquer condição em contrário.
II. He estipulado que Sua Sagrada e Real Magestade Britanica, em seu proprio Nome e no de Seus Sucessores será obrigada para sempre daqui em diante, de admitir na Grã Bretanha os Vinhos do produto de Portugal, de sorte que em tempo algum (haja Paz ou Guerra entre os Reinos de Inglaterra e de França), não se poderá exigir de Direitos de Alfândega nestes Vinhos, ou debaixo de qualquer outro título, directa ou indirectamente, ou sejam transportados para Inglaterra em Pipas, Toneis ou qualquer outra vasilha que seja mais o que se costuma pedir para igual quantidade, ou de medida de Vinho de França, diminuindo ou abatendo uma terça parte do Direito do costume. Porem, se em qualquer tempo esta dedução, ou abatimento de direitos, que será feito, como acima he declarado, for por algum modo infringido e prejudicado, Sua Sagrada Magestade Portugueza poderá, justa e legitimamente, proibir os Panos de lã e todas as demais fabricas de lanificios de Inglaterra.
III. Os Exmos. Senhores Plenipotenciários prometem, e tomão sobre si, que seus Amos acima mencionados ratificarão este Tratado, e que dentro do termo de dois meses se passarão as Ratificações."

## Irlanda dos anos 1780
O Reino da Irlanda importava vinho português com as tarifas baixas de Methuen, mas foi proibido de exportar ao abrigo das Leis de Navegação. Em 1779, foi concedido à Irlanda o "livre comércio", mas Portugal impôs tarifas mais altas às importações de têxteis irlandeses do que às inglesas, argumentando que isso estava fora dos termos do tratado de Methuen. Esta foi uma tática na tentativa mais ampla de Portugal de fazer a Grã-Bretanha renegociar o tratado de Methuen. À medida que a disputa se arrastava, a Irlanda impôs tarifas mais altas sobre os produtos portugueses, e as resoluções de Dungannon dos Irish Volunteers de 1782 incluíram apelos ao boicote de seus vinhos. O Acordo Eden de 1786 entre a Grã-Bretanha e a França fez com que Portugal cedesse em 1787 e permitisse à Irlanda tarifas baixas.